# Fred Hersch
Fred Hersch (Cincinnati, Ohio, 21 de outubro de 1955) é um pianista de jazz norte-americano. 
Fred começou a aprender piano bem cedo e iniciou seus estudos no New England Conservatory of Music em Boston. . 
Suas primeiras apresentações em grandes formações
são em 77, no quarteto de Art Farmer, em Nova York, onde grava seus primeiros discos e faz  turnês com Sam Jones, Jane Ira Bloom, Billy Harper, Joe Henderson, Lee Konitz, Charlie Haden e Stan Getz. 
Engajado na luta contra a AIDS, Hersch é um dos principais militantes de movimentos que ajudam, informam e educam na prevenção ao vírus.

## Discografia
- 1984 Horizons
- 1986 Sarabande
- 1988 E.T.C.
- 1989 Heartsongs
- 1989 The French Collection
- 1989 Short Stories (com Janis Siegel)
- 1990 Evanessence: A Tribute to Bill Evans
- 1991 Forward Motion
- 1992 Red Square Blue: Jazz Impressions of Russian Composers
- 1992 Dancing in the Dark
- 1993 Live at Maybeck Recital Hall, Vol. 31
- 1994 The Fred Hersch Trio Plays
- 1994 I Never Told You: Fred Hersch Plays Johnny Mandel
- 1995 Point in Time
- 1995 Plays Billy Strayhorn
- 1995 Beautiful Love (1995) (com Jay Clatyon)
- 1995 Slow Hot Wind (com Janis Siegel)
- 1996 Passion Flower
- 1996 Plays Rodgers & Hammerstein
- 1997 Thelonious
- 1997 The Duo Album
- 1997 Thirteen Ways
- 1998 Songs We Know (com Bill Frisell)
- 1999 Let Yourself Go: Live at Jordan Hall (1999)
- 2000 Focus  (com Michael Moore e Gerry Hemingway
- 2002 Songs without Words
- 2002 Live at the Village Vanguard
- 2003 Songs and Lullabies (with Norma Winstone and Gary Burton)
- 2004 Fred Hersch Trio + 2  com Ralph Alessi e Tony Malaby
- 2005 Leaves of Grass